# Robin HR.100
Die Avions Pierre Robin HR.100 ist ein leichtes Sport- und Reiseflugzeug für vier Personen.

## Varianten
Die erste Version dieser Maschine mit der Bezeichnung HR.100/180  hatte einen Avco Lycoming O-360-Motor mit einer Leistung von 132 kW (180 PS). Die zweite Baureihe HR.100/200 hatte einen IO-360-Motor mit 147 kW (200 PS). Die HR.100/320/4+2, ein Reiseflugzeug für sechs Personen, wurde nur als Prototyp gefertigt. Die nächste Ausbaustufe dieses Modells war die HR.100/210  mit Einziehfahrwerk und Continental-Triebwerk. Die nächste Ausbaustufe die HR.100/285 hatte ein Tiara-6-285B-Triebwerk mit 210 kW (285 PS). Als weiteres Modell dieser Serie hatte die HR.100/250TR  einen Avco Lycoming IO-540-Motor mit 184 kW (250 PS).

## Zwischenfälle
Insgesamt gab es mit diesem Flugzeugtyp bisher 19 Unfälle mit 10 Toten.

## Technische Daten
| Daten                 | Kenngröße                                               |
| --------------------- | ------------------------------------------------------- |
| Besatzung             | 1+3                                                     |
| Länge                 | 7,59 m                                                  |
| Spannweite            | 9,08 m                                                  |
| max. Startmasse       | 1.400 kg                                                |
| Antrieb               | ein Teledyne Continental Tiara 6-285 B; 210 kW (285 PS) |
| Höchstgeschwindigkeit | 325 km/h auf Meereshöhe                                 |
| Reichweite            | 2.100 km                                                |